# Белякова, Людмила Петровна
Людми́ла Петро́вна Беляко́ва (род. 27 марта 1956, дер. Дмитровичи Березинского района Минской области) — советская учёная, литературовед и педагог, журналистка, кандидат филологических наук, доцент по специальности «Литературоведение», доцент кафедры периодической печати. Член союза журналистов (1981 г.), лауреат премии Союза журналистов БССР (1998 г.) и Белорусского союза журналистов «Золотое перо» (2008 г.). Работает в Институте журналистики БГУ на кафедре периодической печати. Общий стаж научно-педагогической деятельности в БГУ — 25 лет.

## Биография
В 1977 году окончила факультет журналистики БГУ им. В. И. Ленина «Трактор», в 1977 — 1979 стала ответственным секретарём товарищества «Знания» Минского тракторного завода им. В. И. Ленина.
С января 1980 по октябрь 1999 года работала корреспондентом, специальным корреспондентом, смотровым по науке и экологии республиканского аграрного издания «Сельская газета» («с января 1990 года — „Белорусская нива“»).
В ноябре 1989 года стала соискателем кафедры теории и практики советской журналистики (науч. рук. доктор филологических наук профессор Б. В. Стрельцов).
В феврале 1993 года защитила кандидатскую диссертацию по специальности 10.01.10 — Журналистика.
С октября 1992 года на условиях штатного совместительства сочетает научно-педагогическую работу на факультете журналистики БГУ с творческой журналистской деятельностью в газете, а потом с 1991 по 2001 — в аппарате Администрации Президента РБ.
С сентября 2002 года принята на ставку доцента кафедры социологии и журналистики БГУ по основному месту работы. С сентября 2005 года — доцент кафедры периодической печати.
Является автором ряда аналитических статей по проблемах агроэкономики, особые положение которые использованы при подготовке государственных программ и выработке концепции «белорусской модели» социально-экономического развития Беларуси на рубеже XX—XI в.
За всё время работы на факультете разработала и ведет на высоком методичном и научном уровне ряд лекционных курсов по актуальных направлениях современной журналистике, в том числе: «Теоретический и методологические принципы исследования печатной периодики», «Беларусь в системе международных хозяйственных связей», «Социально-бытовая проблематика в современной прессе (методологический аспект)», «Аналитическая журналистика(теория, техника, инструментарий, метод)», «Вопросы агроэкономики», «Государственные приоритеты внутренней политики Республики Беларусь в СМИ», «Журналист-эколог» и д.р. Является автором более 90 печатных научных работ в сфере теории и методологии аналитического творчества и более 1000 публикаций в СМИ.